# Pygmalion (álbum)
Pygmalion es el penúltimo álbum de la banda británica de dream pop Slowdive. Este álbum, y a diferencia de los anteriores álbumes de Slowdive, se caracteriza por un sonido más experimental, inclinado hacia la música ambient. La grabación estuvo bajo la edición del sello discográfico Creation Records y fue lanzado el 6 de febrero de 1995.

## Canciones
1. Rutti – 10:05
2. Crazy For You – 6:01
3. Miranda – 4:49
4. Trellisaze – 6:22
5. Cello – 1:42
6. J's Heaven – 6:47
7. Visions of La – 1:48
8. Blue Skied An Clear – 6:54
9. All of Us – 4:07